# Alexander Schleicher ASK 13
Dimensions
L'ASK 13 est un planeur biplace conçu par Rudolf Kaiser (en) et construit par Alexander Schleicher. Il est principalement utilisé pour la formation initiale des pilotes de planeurs.

## Conception et Développement
En 1965 Rudolf Kaiser (en) poursuit son développement des biplaces Ka 2 et Ka 7 par l'ASK 13, fabriqué en bois, métal et fibre de verre. Sa large verrière offre une bonne visibilité aux deux pilotes.
Les ailes en flèche inverse de 6 degrés permettent au pilote en place arrière d'être assis près des centres de gravité et de portance. Le planeur est ainsi correctement centré avec un ou deux pilotes. Les ailes sont entoilées, avec des aérofreins Schempp-Hirth en métal, dessous et dessus. Le fuselage est en tubes d'acier soudés et entoilé, sauf le nez en fibre de verre. L'empennage est en coffré en bois, sauf l'arrière des gouvernes de profondeur et de direction qui est entoilé. La gouverne de profondeur tribord est équipée d'un compensateur de profondeur aérodynamique Flettner. 
Le train d'atterrissage fixe est une roue suspendue installée à l'arrière du centre de gravité. Un patin était installé d'origine sous le nez, mais beaucoup de K13 ont maintenant une roulette de nez. 
Le premier vol a eu lieu en juillet 1966. En janvier 1978 plus de 700 ASK 13 avaient déjà été fabriqués. Ce sont d'excellents planeurs école car ils entrent aisément en décrochage et en vrille et en sortent facilement. Ils sont de construction solide et facile à réparer. 
La pénétration du marché français a été considérablement facilitée par les déboires du Wassmer WA-30 Bijave dont les interdictions de vol ont contraint les autorités à assouplir leurs positions protectionnistes puisqu'il n'y avait plus de planeur français fiable à opposer à l'ASK13,.
Cet appareil a été suivi par l'ASK 21.

## Galerie de photographies

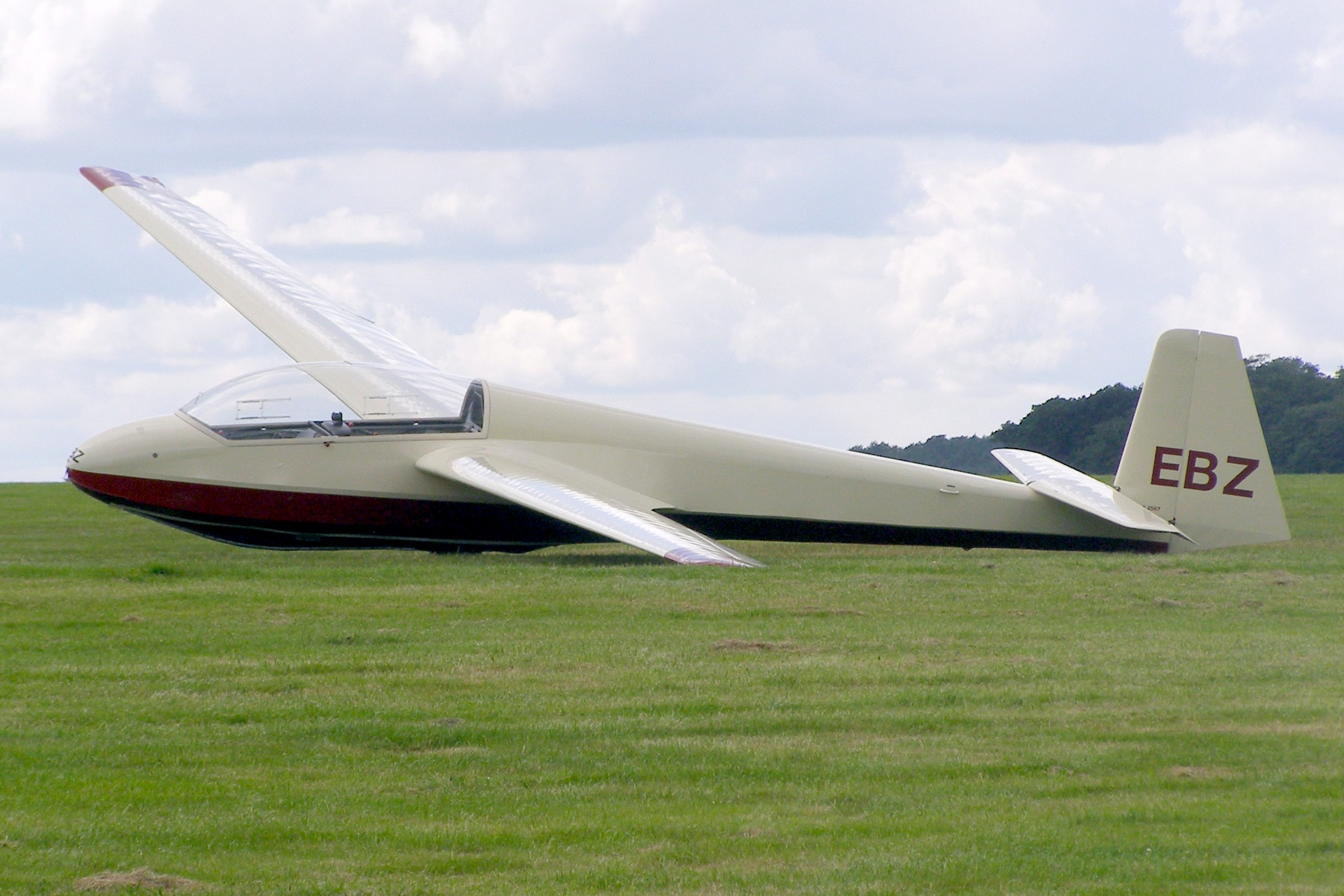
ASK 13 de 1979.
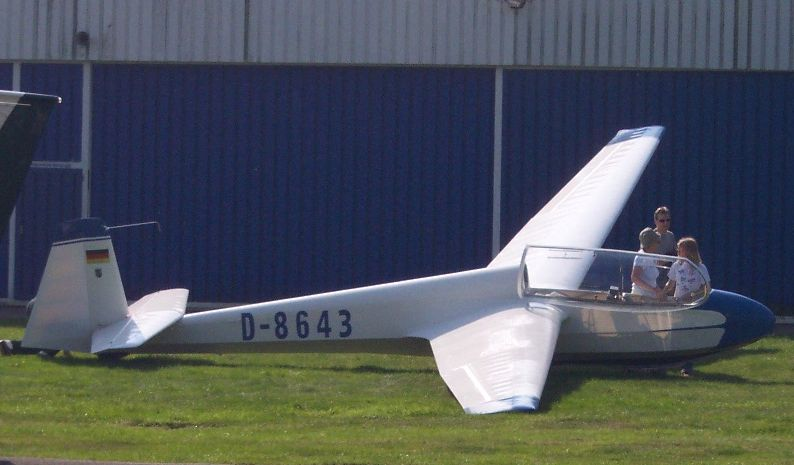